# Sophronica nigrovittata
Sophronica nigrovittata är en skalbaggsart som beskrevs av Aurivillius 1928. Sophronica nigrovittata ingår i släktet Sophronica och familjen långhorningar.

## Underarter
Arten delas in i följande underarter:
- S. n. nigrovittata
- S. n. malasiaca